# Georges Lamia
Georges Lamia (El Kala, 14 de março de 1933 — 10 de março de 2014) foi um futebolista francês.

## Carreira
Lamia integrou o elenco da Seleção Francesa de Futebol, da Euro de 1960.